# Jeff Monson
Jeffrey William "Jeff" Monson (ur. 18 stycznia 1971 w Saint Paul) − amerykański grappler, zawodnik mieszanych sztuk walki (MMA) oraz bokser. Mistrz świata w grapplingu, dwukrotny mistrz świata ADCC w submission fightingu. Od 2016 posiada również rosyjskie obywatelstwo.

## Grappling
W młodości Monson trenował zapasy. Podczas studiów reprezentował Oregon State University oraz University of Illinois w NCAA Division I. Posiada czarny pas w brazylijskim jiu-jitsu. Startował z sukcesami w wielu turniejach w formule submission fighting. Jest multimedalistą mistrzostw świata ADCC, dwukrotnie zdobył złoty medal − w 1999 roku w wadze do 99 kg oraz w 2005 w wadze ponad 99 kg. W grudniu 2008 roku podczas Mistrzostw Świata w Grapplingu w Lucernie zdobył złoty medal w wadze do 125 kg (bez gi).

## Mieszane sztuki walki
W zawodowym MMA występuje od 1997 roku. W latach 2000–2002 stoczył trzy walki w UFC, największej amerykańskiej organizacji MMA, ale po porażkach z Chuckiem Liddellem i Ricco Rodriguezem z niej odszedł.
W grudniu 2004 roku pokonał w Sheffield przez poddanie Gruzina Tengiza Tedoradze, zdobywając mistrzostwo angielskiej organizacji Cage Warriors w wadze ciężkiej.
Będąc niepokonanym od niemal trzech lat w 13 kolejnych walkach, w lutym 2006 roku powrócił do UFC. Dzięki wygraniu trzech pojedynków z rzędu otrzymał szansę walki o mistrzostwo organizacji w wadze ciężkiej (do 120 kg) przeciwko Timowi Sylvii. Odbyła się ona 16 listopada 2006 roku w Sacramento podczas gali UFC 65: Bad Intentions. Monson przegrał przez jednogłośną decyzję sędziów.
W następnym pojedynku pokonał w Tokio przez uduszenie zza pleców Kazuyukiego Fujitę. Była to walka wieczoru podczas PRIDE 34 − ostatniej gali PRIDE Fighting Championships w historii.
W kolejnych latach walczył dla japońskich organizacji World Victory Road i DREAM, brazylijskiej Bitetti Combat, rosyjskiej M-1 Global oraz mniejszych amerykańskich, pokonując m.in. Ricco Rodrigueza, Roya Nelsona, Siergieja Charitonowa, Aleksandra Jemielianienkę i Aleksieja Olejnika a przegrywając z Pedro Rizzo (dwukrotnie), Joshem Barnettem, Fiodorem Jemieljanienką i w rewanżu z Olejnikiem.

## Boks
W 2004 roku stoczył trzy zawodowe walki bokserskie. Dwie wygrał przez techniczny nokaut, jedną zremisował.

## Poglądy polityczne
Jeff Monson określał się jako anarchista. Na ciele wytatuowanych ma wiele symboli anarchistycznych. W 2016 r. Monson został obywatelem Ługańskiej Republiki Ludowej. W 2018 r. Monson został wybrany do rady miejskiej Krasnogorska z listy partii Jedna Rosja.

## Osiągnięcia
Mieszane sztuki walki:
- 2004-2005: Cage Warriors - mistrz w wadze ciężkiej
- 2005: SportFight - mistrz w wadze ciężkiej
- 2005: X Fighting Championships - mistrz w wadze ciężkiej
- 2011-2015: International Sport Karate Association - mistrz w wadze ciężkiej
- 2011-2013: Strength and Honor Championship - mistrz w wadze ciężkiej
- 2011: Sprawl n Brawl - mistrz interkontynentalny w wadze ciężkiej

Grappling / Zapasy:
- Abu Dhabi Combat Club (ADCC)
  - 1999: 1. miejsce w kat. 99 kg
  - 2000: 2. miejsce w kat. 99 kg
  - 2001: 2. miejsce w kat. +99 kg
  - 2005: 1. miejsce w kat. +99 kg
  - 2009: 3. miejsce w kat. +99 kg

- Międzynarodowa Federacja Zapaśnicza (FILA)
  - 2007: Mistrzostwa Świata w grapplingu - 1. miejsce (no gi) seniorzy
  - 2008: Mistrzostwa Świata w grapplingu - 1. miejsce (no gi) seniorzy
  - 2011: FILA Grand Prix Espoir - 2. miejsce w kat. absolutnej (no gi)
  - 2012: Mistrzostwa Świata w grapplingu - 1. miejsce (no gi) seniorzy

- Międzynarodowa Federacja Brazylijskiego Jiu-jitsu (IBJJF)
  - 2001: Mistrzostwa Pan amerykańskie - 1. miejsce, niebieskie pasy
  - 2007: Mistrzostwa Świata w jiu-jitsu - 1. miejsce w kat. absolutnej, czarne pasy (no gi)
  - 2007: Mistrzostwa Świata w jiu-jitsu - 2. miejsce w kat. ciężkiej, czarne pasy (no gi)

- USA Wrestling
  - 2007: FILA World Team Trials - 1. miejsce (no gi) seniorzy
  - 2008: FILA World Team Trials - 1. miejsce (no gi) seniorzy
  - 2009: FILA World Team Trials - 2. miejsce (no gi) seniorzy

Amatorskie zapasy
- USA Wrestling
  - 1998: Northwest Senior Greco-Roman Regional Championship - 1. miejsce
  - 1998: Northwest Senior Freestyle Regional Championship - 2. miejsce

- National Collegiate Athletic Association
  - 1992: Pac-10 Conference - 1. miejsce